# Phyllomyza kanmiyai
Phyllomyza kanmiyai är en tvåvingeart som beskrevs av Iwasa 2003. Phyllomyza kanmiyai ingår i släktet Phyllomyza och familjen sprickflugor. Inga underarter finns listade i Catalogue of Life.